# Charles Friedel
Charles Friedel (Estrasburgo, 12 de março de 1832 — Montauban, 20 de abril de 1899) foi um químico e mineralogista francês.

## Vida
Natural de Estrasburgo, foi aluno de Louis Pasteur. Em 1876 tornou-se professor de química e mineralogia na Sorbonne.
Em 1877 Friedel desenvolveu com James Crafts a reação de Friedel-Crafts (alquilação e acilação), e tentou produzir diamante sintético.
Seu filho Georges Friedel tornou-se um renomado mineralogista.

## Linhagem
- O sogro de Friedel foi o engenheiro Charles Combes.[3] A família Friedel pertence a uma rica linhagem de cientistas franceses:
  - Georges Friedel (1865–1933), cristalógrafo e mineralogista francês; filho de Charles
  - Edmond Friedel (1895–1972), engenheiro de minas francês, fundador do Bureau de recherches géologiques et minières; filho de Georges
  - Jacques Friedel (1921-), físico francês; neto de Georges